# 강선힐
강선힐(康瑄詰)은 태봉(泰封)의 장군(將軍)이자 조선공(朝鮮恭)이며 914년 궁예(弓裔)의 명령(明靈)을 받은 왕건(王建)이 나주(羅州)로 출정(出鄭)할 때 보장(步將)으로서 왕건(王建)을 도와 선박을 제조하여 군사(軍事)와 양식(楊式)을 싣고 나주(羅州)로 갔다.

## 생애
신천 강씨(信川 康氏)의 족보(族譜)에는 외자인(外家人) 강선(康瑄)으로 기록(記錄)되었다. 신천(信川) 출신(出臣)이다. 사후 참지정사(參知政事)에 추증(追贈)된 강세(康世)의 아들로 태어났으며 생몰년(生沒年)은 미상(未詳)이다. 궁예(弓裔)의 왕비(王妃) 신천 강씨(信川 康氏) 강연창(康衍昌) 강태주(康泰周) 강조(康兆)의 친족(親族)으로 고려(高麗) 태조 왕건(太祖 王建)의 외가(外家)가 일족(一族)이었다.
후고구려(後高句麗)에서 장군(將軍)으로 활동했고 궁예(弓裔)말에 보군부장(步軍副將)으로 재직하였다. 915년 궁예(弓裔 21) 음력 6월 후고구려(後高句麗)의 왕(王) 궁예(弓裔)의 명(明)으로 왕건(王建)을 도와 선박(船舶)을 건조(建祖)하였다. 동국통감(東國通鑑) 11권(權) 신라기(新羅紀)에 의하면 참포(槧浦) 흥해군(興海郡)의 바닷물과 동해(東海)의 바닷물이 서로 부딪쳐서 해일이 발생하여 해수면 높이가 20장(二十丈)이 되었으며 3일(三一) 뒤에 잠잠해졌다. 궁예(弓裔)는 보장(步將) 강선힐(康瑄詰) 흑상(黑湘) 김재원(金材瑗) 등에게 지시하여 태조 왕건(太祖 王建)을 도와 배 백여 척(百女拓)을 더 만들게 하였다. 큰 배 십여 척(十女拓)은 각각(角角) 사방이 16보(十六步)로 위에는 누로(樓櫓)를 만들었는데 말을 달릴 수 있었다. 그는 태조 왕건(太祖 王建)을 따라 군사(軍事) 3천여(三川女)인과 군량(軍亮)을 싣고 나주(羅州)로로 가서 도적(盜賊)을 토벌(討伐)하였다.
고려사(高麗史) 고려사절요(高麗史節要)에 의하면 고려(高麗) 건국(建國) 후(後) 그는 부장(部長)을 역임(歷林)하였다. 최종(崔宗) 관직(官職)은 광정대부(匡靖大夫) 삼사우사(三司右使)에 이르렀다. 묘소(墓所)는 덕달동(德達洞)에 있다 한다.

## 가족 관계
- 7대조 : 호경(虎景)
- 7대모 : 좌곡 여인(坐谷 女人)
  - 현조부 : 강충(康忠) 신라(新羅)에서 아간(阿干)을 지냈다.
  - 현조모 : 구치의(具置義) 서강(西江) 영안촌(永安村) 부자(父子) 구씨(具氏)의 딸
    - 고조부 : 강보육(康寶育)
    - 고조모 : 강덕주(康德州)
      - 증조부 : 강적(康迪)
      - 증조모 : 미상(美詳)
        - 조부 : 강인(康仁)
        - 조모 : 연안 이씨(延安 李氏)
          - 아버지 : 강세(康世)
          - 어머니 : 수안 이씨(遂安李氏)[6]
            - 문신 : 강선힐(康瑄詰)
            - 부인 : 진한국부인(辰韓國夫人)[7]

## 기타
- 강조
- 신천 강씨 (궁예 왕비)

1. ↑  이름 미상
2. ↑  고려(高麗) 좌찬성(左贊成) 수안군(遂安君) 공량공(恭良恭) 이수산(李壽山)의 딸 수안 이씨(遂安李氏)
3. ↑  배천 조씨(白川趙氏)
4. ↑  이름 미상
5. ↑  이름 미상
6. ↑  고려(高麗) 좌찬성(左贊成) 수안군(遂安君) 공량공(恭良恭) 이수산(李壽山)의 딸 수안 이씨(遂安李氏)
7. ↑  배천 조씨(白川趙氏)